# Siwa Kopa (Góry Złote)
Siwa Kopa – wzniesienie  o wysokości  790 m n.p.m. w Górach Złotych w Sudetach Wschodnich, leżące na granicznym grzbiecie Gór Złotych, oddzielającym Polskę od Czech.

## Położenie
Wzniesienie graniczne, położone w południowo-zachodniej części Gór Złotych, częściowo na terenie Śnieżnickiego Parku Krajobrazowego, na granicy polsko-czeskiej. Wznosi się między wzniesieniem Borůvkový vrch po południowo-wschodniej a Przełęczą Gierałtowską po północno-zachodniej stronie, około 0,8 km, na północny wschód od wschodnich obrzeży miejscowości Nowy Gierałtów.

## Fizjografia
Wzniesienie w głównym grzbiecie granicznym o wydłużonym w kierunku północno-wschodnim kopulastym kształcie z małowyrazistym wierzchołkiem oraz nieregularnej rzeźbie i ukształtowaniu o stromych zboczach. Południowo-zachodnie zbocze Lesisty Stok ostro opada w kierunku doliny Górnej Białej Lądeckiej. Północno-zachodnie grzbietowe zbocze opada wzdłuż granicy do Przełęczy Gierałtowskiej (685 m n.p.m.). Południowoo-wschodnie grzbietowe zbocze nieznacznie opada wzdłuż granicy w kierunku wzniesienia Borůvkový vrch, od którego oddzielone jest niewielkim płytkim siodłem (685 m n.p.m.). Wzniesienie od północno-wschodniej strony wyraźnie podkreśla Przełęcz Gierałtowska. Wzniesienie zbudowane ze skał metamorficznych, należących do jednostki geologicznej metamorfiku Lądka i Śnieżnika głównie z gnejsów gierałtowskich, fyllitów i amfibolitów oraz łupków krystalicznych. Zbocza wzniesienia pokrywa niewielka warstwa młodszych osadów glin, żwirów, piasków i lessów z okresu zlodowaceń plejstoceńskich i osadów powstałych w chłodnym, peryglacjalnym klimacie. Cała powierzchnia wzniesienia porośnięta jest w większości naturalnym lasem mieszanym regla dolnego, a w partiach szczytowych świerkowym regla górnego z niewielką domieszką drzew liściastych. Wzniesienie pod koniec XX wieku dotknęły zniszczenia wywołane katastrofą ekologiczną w Sudetach. Położenie wzniesienia oraz kształt czynią wzniesienie rozpoznawalnym w terenie.

## Inne
- Zbocza wzniesienia porasta fragment naturalnego lasu mieszanego będące pozostałością gęstej puszczy, w pobliżu jego górnej granicy występuje skarłowaciały starodrzew.
- U północno-zachodniego podnóża w przeszłości rozciągała się nieistniejąca obecnie osada Hraničky[2].
- U północno-wschodniego podnóża na terenie nieistniejącej osady znajduje się źródło V Hraničkách[3].
- Przez wzniesienie przechodzi dział wodny III rzędu.
- Przez wzniesienie wzdłuż granicy państwa przebiega granica Śnieżnickiego Parku Krajobrazowego, zachodnie zbocze wzniesienia od linii granicy położone jest na obszarze parku.
- Wzniesienie nosi drugą nazwę Pleśniowiec.

## Ciekawostka
- Na niektórych słupkach granicznych na wzniesieniu wyznaczających granicę państwową widoczne są ślady przekuwania liter "D" (Deutschland) na "P" (Polska) dokuwając do "D" nóżkę. W pierwszych latach po II wojnie światowej przy znakowanie granicy państwowej, która stanowiła dawną linię graniczną czechosłowacko-niemiecką sprzed 1937 roku wykorzystywano stare granitowe słupki graniczne[4].

## Turystyka
Północnym zboczem poniżej szczytu prowadzą szlak turystyczny:
- zielony – prowadzący przez Borówkową, zamek Karpień na Śnieżnik i dalej.

Przez szczyt prowadzi szlak:
- czerwony – prowadzący przez Žulová do Javorník i dalej.

W partii szczytowej Siwej Kopy znajduje się niewielka przesieka, z której widoczne są okoliczne wzniesienia.